# Открытый чемпионат Стамбула по теннису
Открытый чемпионат Стамбула по теннису (англ. Istanbul Open) — мужской международный профессиональный теннисный турнир, проходящий в Стамбуле (Турция) на открытых грунтовых кортах весной. Турнир относится к категории ATP 250 с призовым фондом в размере около 486 тысяч евро и турнирной сеткой, рассчитанной на 28 участников в одиночном разряде и 16 пар.

## Общая информация
В Мировом туре ATP турнир в Стамбуле появился в 2015 году. Турнир в Турции стал проводиться в конце апреля — начале мая и продолжает околоевропейскую серию грунтовых турниров, подготовительную к майскому Открытому чемпионату Франции.
Победители и финалисты
Дебютный розыгрыш 2015 года завершился победой швейцарского теннисиста Роджера Федерера в одиночном и Раду Албота / Душана Лайовича в парном разряде. В 2016 году турнир выиграл аргентинец Диего Шварцман, а в парах титул завоевали Дуди Села / Флавио Чиполла.

## Финалы турниров
| Год  | Победитель     | Финалист        | Счёт              |
| ---- | -------------- | --------------- | ----------------- |
| 2018 | Таро Даниэль   | Малик Джазири   | 7–6(4) 6–4        |
| 2017 | Марин Чилич    | Милош Раонич    | 7–6(3) 6–3        |
| 2016 | Диего Шварцман | Григор Димитров | 6-7(5) 7-6(4) 6-0 |
| 2015 | Роджер Федерер | Пабло Куэвас    | 6-3 7-6(11)       |

| Год  | Победители                      | Финалисты                      | Счёт           |
| ---- | ------------------------------- | ------------------------------ | -------------- |
| 2018 | Доминик Инглот Роберт Линдстедт | Бен Маклахлан Николас Монро    | 3–6 6–3 [10-8] |
| 2017 | Иржи Веселый Роман Ебавый       | Туна Алтуна Алессандро Мотти   | 6–0 6–0        |
| 2016 | Дуди Села Флавио Чиполла        | Андрес Мольтени Диего Шварцман | 6-3 5-7 [10-7] |
| 2015 | Раду Албот Душан Лайович        | Роберт Линдстедт Юрген Мельцер | 6-4 7-6(2)     |